# Dichelia
Dichelia is een geslacht van vlinders van de familie bladrollers (Tortricidae), uit de onderfamilie Tortricinae.

## Soorten
- D. alexiana (Kennel, 1918)
- D. cedricola (Diakonoff, 1974)
- D. histrionana

Splintervlekbladroller (Frolich, 1828)
- D. numidicola Chambon, 1990